# 1983 à Terre-Neuve-et-Labrador
Chronologie de Terre-Neuve-et-Labrador
- 1979
- 1980
- 1981
- 1982
- 1983
- 1984
- 1985
- 1986
- 1987

Cette page concerne des événements d'actualité qui se sont produits durant l'année 1983 dans la province canadienne de Terre-Neuve-et-Labrador.

## Politique
- Premier ministre : Brian Peckford
- Chef de l'Opposition :
- Lieutenant-gouverneur :
- Législature :

## Naissances

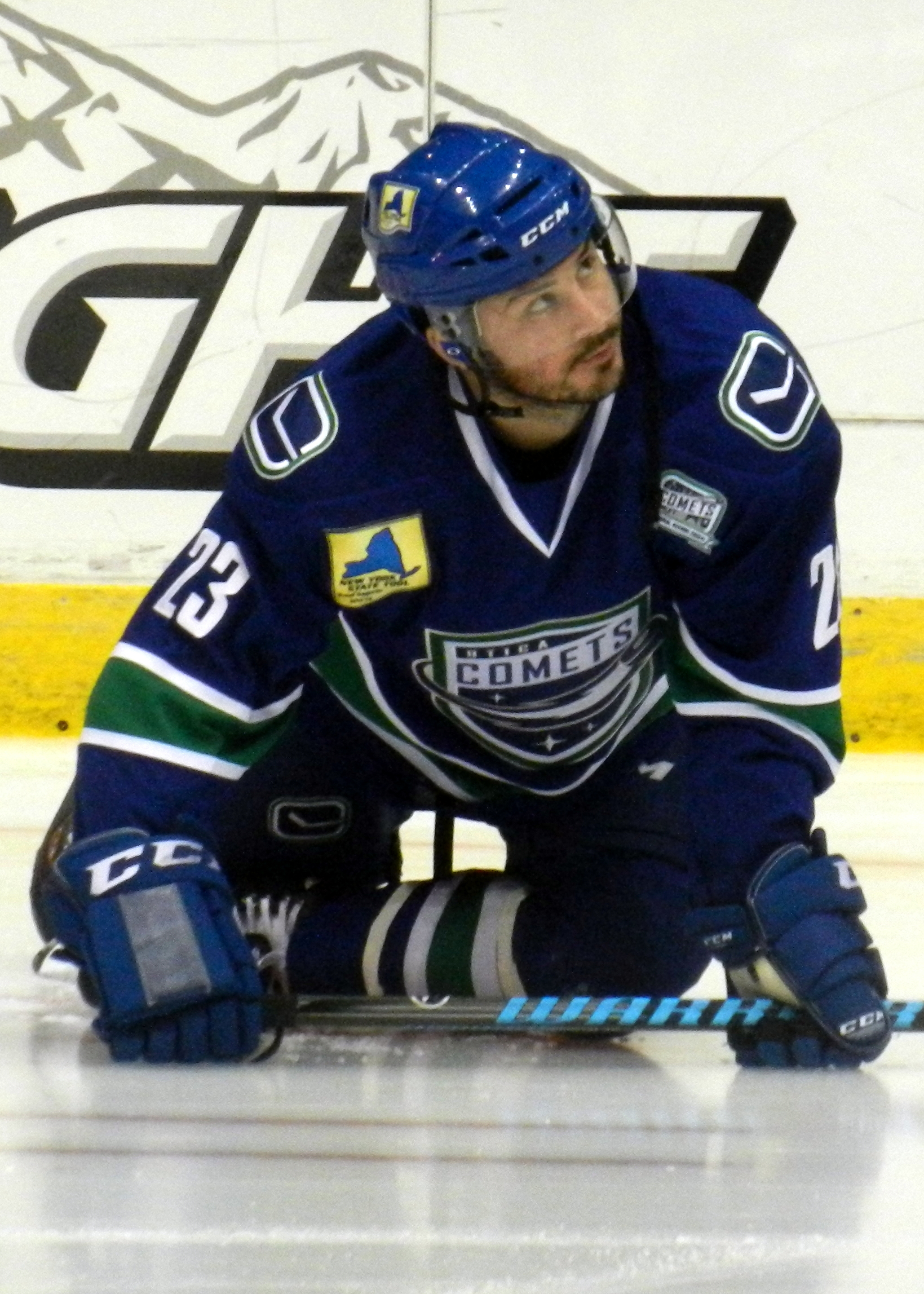
Pascal Pelletier

- 16 juin : Pascal Pelletier (né à Labrador City) est un joueur professionnel canadien de hockey sur glace[1].